# 국전 동시다발 게릴라사건
국전 동시다발 게릴라사건(일본어: 国電同時多発ゲリラ事件 코쿠덴도지타하츠게리라지켄[*])은 1985년(쇼와 60년) 11월 29일, 일본 수도권과 서일본의 일본국유철도(국철) 시설에 대한, 거의 동시다발적으로 실시된 게릴라 테러사건이다. 당시 국철분할민영화에 반대하던 국철 치바 동력차노동조합(노동 치바)의 파업에 때를 맞추어 중핵파가 실행한 테러사건이었다. 국전이란 국철의 전동차 부문을 말한다.
1985년(쇼와 60년) 11월 29일 오전 3시, 수도권과 오사카부 등 총 8도부현내 각지에 있는 국철 선로의 통신・신호용 케이블이 절단되어, 수도권에서만 6노선 25개소, 전국적으로 33개소에서 피해가 발생했다. 역간주간케이블 등 굵은 케이블은 절단하지 않고 못을 박아 반도체 단락을 유발해 못쓰게 만들기도 했다. 케이블 절단 외에 변전시설과 신호시설에 대한 방화가 8건 있었다. 직접적으로 표적이 된 노선 외에도, 그 노선들에 접속 또는 분기하는 다른 구간에서도 CTC나 지령전화를 통신할 수 없게 되었기 때문에, 국철 22구간 및 세이부 철도 일부 구간이 운행불능이 되었다. 피해를 받은 노선들은 당일 저녁까지 모두 복구되었으나, 수도권에서 우등열차를 포함해 2896편, 오사카 일대에서 378편의 열차가 운휴했다. 이는 통근통학객 650만여명에게 영향을 끼쳤다.
당시 나카소네 내각에서 추진한 국철 민영화에 강력히 반대한 노동 치바를 지지한 중핵파의 소행으로 단정되었고, 아사쿠사바시역 방화 실행범에는 현역 국철직원도 2명 포함되어 있었다. 후에 스기나미구에서 의회의원을 하는 키타시마 쿠니히코도 관여하여 실형판결을 받았다. 당시 일반 철도 이용객들은 민영화에 거세게 반대하는 파업으로 자신들이 피해를 보고 있다고 인식하고 있었고, 이 사건으로 인해 여론은 더욱 민영화 지지로 쏠리게 되었다. 함께 민영화에 반대하는 입장인 국철노동조합(국노), 국철동력차노동조합(동노), 일본공산당도 이 사건은 비난했다. 다만 이들 조직은 원래 중핵파와 대립관계에 있었다.